# 神经丛
神经丛（英文：Nerve plexus）是指相互交错的神经所形成的丛状结构。一个神经丛包含传入神经和传出神经，因脊神经前支与血管汇合而形成。人体有4-5个主要的脊神经丛（除了胸椎区域外）和一些其它形式的自主神经丛（多为肠神经系统的一部分），负责肌肉收缩、体内协调和控制，以及对冷、热、痛觉和压力的感知。人体神经丛包括：
- 脊神经丛
  - 颈神经丛 - 负责头、脖子以及肩膀
  - 臂神经丛 - 负责胸、肩膀、手臂以及手掌
  - 腰骶神经丛
    - 腰神經叢（英语：lumbar plexus） - 负责背部、腹部、腹股沟、大腿、膝盖、小腿
    - 薦神經叢（英语：sacral plexus） - 负责骨盆、臀部、阴部、大腿、小腿、脚
    - 陰部神經叢（英语：pudendal plexus (nerves)）

  - 尾骨神经丛（英语：Coccygeal plexus） - 负责尾骨附近的小区域
- 自主神经丛
  - 腹腔神经从（英语：Celiac plexus） - 负责内脏器官
  - 肠神经丛（英语：Myenteric plexus） - 负责肠道
  - 黏膜下神经丛 - 负责肠道
  - 迷走神经咽丛（英语：Pharyngeal plexus of vagus nerve） - 负责腭和咽
  - 心神经丛（英语：Cardiac plexus） - 负责心脏